# مارکوس فیوریوس کامیلوس
مارکوس فیوریوس کامیلوس (انگلیسی: Marcus Furius Camillus; ح. 448 پیش از میلاد – ح. 365 پیش از میلاد) اهل روم باستان یک دولتمرد و سیاستمدار نیمه افسانه ای رومی در دوران جمهوری روم است که بیشتر به خاطر تصرف ویئی و دفاع از رم در برابر غارت گل‌ها پس از نبرد آلیا مشهور است. محققان مدرن نسبت به استثمارهای فرضی کامیلوس مشکوک هستند و معتقدند که بسیاری از آنها به اشتباه نسبت داده می‌شوند یا کاملاً ساختگی هستند.